# روي بولتر
روي بولتر (بالإنجليزية: Roy Boulter)‏ هو كاتب سيناريو بريطاني، ولد في 2 يوليو 1964.

## وصلات خارجية
- روي بولتر على موقع IMDb (الإنجليزية)